# Fairy Holes
Die Fairy Holes (deutsch Feen-Löcher) sind drei Höhlen in einem Kalksteinfelsen im Forest of Bowland, oberhalb von Whitewell und dem River Hodder bei Clitheroe in Lancashire in England. Die Haupthöhle und die kleineren East und West Caves liegen südlich der New Laund Farm.

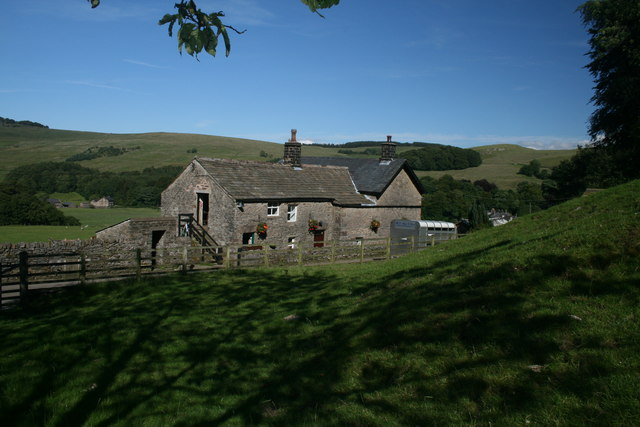
New Laund Farm

Die Haupthöhle ist eine nahezu gerader Gang von etwa 22,5 m Länge, einer durchschnittlichen Breite von 1,8 m und einer Höhe von 3,0 m. Die Plattform vor der Höhle ist 0,6 bis 1,8 m breit, ihr Rand fällt fast senkrecht 6,0 m ab. 
Die größte Höhle erwies sich in den späten 1940er, in den 1960er und später als von großem archäologischem Interesse, da es dort viele Funde gab, darunter Feuerstein, ein Fragment einer bronzezeitlichen Kragenurne, eine Herdstelle, Tonscherben, Tierknochen und drei nicht bestimmbare kleine Eisenstücke. Vor der Höhle wurden zwei Mauern gefunden.
1984 wurde im River Hodder ein großer runder Stein gefunden. Archäologen erkannten den Stein als Mörser und datierten ihn in die Bronzezeit. Der vor Ort als 'The Whitewell Stone' bekannte Stein befindet sich heute im Hotel im Dorf. 